# War Raiders
 (juillet 2021).
Palmarès
2 fois IWGP Tag Team Champions
1 fois ROH World Tag Team Champions
 1 fois VIP Tag Team Champions
 1 fois BCW Tag Team Champions 
 1 fois NXT Tag Team Champions 
 1 fois  WWE Raw Tag Team Champions
The War Raiders est un clan de catcheurs Face composé de Ivar, Erik et Valhalla. Le trio travaille actuellement à la World Wrestling Entertainment, dans la division Raw, où ils sont les actuels champions du monde par équipes.
Depuis leurs débuts à la WWE, ils ont été champions par équipe de NXT et champions par équipe de Raw.

## Carrière

### Ring of Honor(2014-2018)
En 2014, à la Ring of Honor (ROH), Hanson et Raymond Rowe participent au ROH Top Prospect Tournament où ils se rencontrent en finale avec Hanson battant Raymond Rowe pour remporter le tournoi,. Ils s'associent ensuite et font leurs débuts en équipe le 22 février en battant Will Ferrara et Bill Daly. Lors de Supercard of Honor VIII, ils perdent face aux reDRagon (Kyle O'Reilly et Bobby Fish), match qui comprend également les Forever Hooligans (Alex Koslov et Rocky Romero), et ne deviennent pas challengers pour les championnats du monde par équipe de la ROH. Le 11 avril, ils signent un contrat dans cette fédération. Le 19 avril, ils se font connaître sous le nom de War Machine et battent The Decade (Adam Page et B.J. Whitmer). Lors de Best in the World (2014), ils battent les Tate Twins. Plus tard dans la soirée, ils interviennent dans le match entre Adam Cole et Michael Elgin pour faire fuir Matt Hardy et Michael Bennett des abords du ring.
Lors de la première soirée de Global Wars (2015), un pay-per-view produit en partenariat avec la New Japan Pro-Wrestling, ils font équipe avec The Briscoe Brothers (Jay Briscoe et Mark Briscoe) et Roderick Strong pour battre Bullet Club (A.J. Styles, The Young Bucks (Matt Jackson et Nick Jackson), Doc Gallows et Karl Anderson) dans un match par équipe à dix.
Lors de Final Battle 2015, ils battent The Kingdom (Michael Bennett et Matt Taven) et remportent les championnats du monde par équipe de la ROH.
Lors du 14th Anniversary Show, ils conversent leur titres contre The All Night Express (en) (Kenny King et Rhett Titus) dans un No Disqualification Tag Team match. Lors de Global Wars 2016, ils conservent les titres contre The Briscoe Brothers. Lors de la Première soirée de War of the Worlds '16, ils conservent les titres contre Chaos (Kazuchika Okada et Gedo), mais les perdent plus tard dans la soirée contre The Addiction (Christopher Daniels et Frankie Kazarian). Lors de Best in the World (2016), ils font équipe avec Moose mais perdent contre le Bullet Club (Adam Cole et The Young Bucks). Lors de Field Of Honor 2016, ils perdent contre The Addiction dans un Gauntlet match qui avec Chaos (Gedo et Toru Yano), Cheeseburger (en) et Will Ferrara (en), Keith Lee et Shane Taylor, The All Night Express et The Briscoe Brothers et ne remportent pas les championnats par équipe.
Ils participent ensuite au World Tag League 2016 de la New Japan Pro-Wrestling, où ils remportent quatre matches pour trois défaites. Lors de ROH Undisputed Legacy, ils font équipe avec Jax Dane mais perdent contre The Kingdom (Matt Taven, TK O'Ryan (en) et Vinny Marseglia) et ne remportent pas les championnats du monde par équipe de trois de la ROH[réf. nécessaire]. Lors de la première journée de Honor Rising: Japan 2017, ils battent The Young Bucks. Le lendemain, ils battent les Guerrillas of Destiny (Tama Tonga et Tanga Roa). Lors de Sakura Genesis 2017, ils battent Tencozy (Hiroyoshi Tenzan et Satoshi Kojima) et remportent les titres par équipe de la IWGP. Lors de Wrestling Dontaku 2017, ils conservent les titres contre Tencozy et les Guerrillas of Destiny dans un Three Way Match mais se font attaquer par leurs adversaires après le match. Lors de la deuxième nuit de la tournée War of the Worlds, ils battent Hiroshi Tanahashi et Jay Lethal. Lors de la troisième nuit, ils battent Search And Destroy (Chris Sabin et Jonathan Gresham) et Los Ingobernables de Japón (Evil et Sanada). Lors de Dominion 6.11, ils perdent les titres contre les Guerrillas of Destiny. Lors de Best in the World 2017, ils perdent contre The Young Bucks dans un Tornado Three Way Match qui comportaient également The Best Friends (Chuckie T et Beretta) et ne remportent pas les ROH World Tag Team Championship.
Lors de la première nuit de la tournée G1 Special in USA, ils battent les Guerrillas of Destiny dans un No Disqualification Match et remportent les IWGP Tag Team Championship pour la deuxième fois.

### Circuit Indépendant (2014-2018)
Lors de RevPro High Stakes 2017, un show la Revolution Pro Wrestling (en) (RPW) en Angleterre, ils perdent contre Charlie Sterling et Joel Redman et ne remportent pas les RevPro British Tag Team Championship.

### Pro Wrestling Guerrilla (2017-2018)
Ils font leurs débuts à la Pro Wrestling Guerrilla lors de PWG Man On The Silver Mountain où ils perdent contre The Unbreakable F'N Machines (Brian Cage et Michael Elgin).

### World Wrestling Entertainment (2018-...)

#### NXTet champions par équipe de laNXT(2018-2019)
Le 16 janvier 2018, la World Wrestling Entertainment annonce via son site internet, que Hanson et Raymond Rowe ont signé avec la fédération et commenceront très prochainement à s'entrainer au WWE Performance Center.
Le 27 janvier, Les deux hommes font leur première apparition lors de NXT Takeover: Philadelphia.
Ils font leurs débuts télévisé le 11 avril sous le nom de War Raiders en attaquant Heavy Machinery et Tino Sabbattelli et Ridick Moss.
Lors de NXT TakeOver: Brooklyn 4, ils attaquent The Undisputed Era les actuels champions par équipe de la NXT. Lors de NXT TakeOver: WarGames II, Ricochet, Pete Dunne et les War Raiders battent l'Undisputed Era au cours d'un match WarGames. Lors de NXT TakeOver: Phoenix, ils battent The Undisputed Era (Roderick Strong et Kyle O'Reilly) et remportent les NXT Tag Team Championship.
Lors de NXT TakeOver: New York, ils conservent les titres contre Aleister Black et Ricochet. Après le match, ils rendent les titres par équipe de la NXT vacants à la suite de leur transfert à Raw.

#### Débuts àRaw, champions par équipe deRawet blessure d'Ivar (2019-2020)
Le 15 avril à Raw, ils font leurs débuts dans le show rouge en tant que Heel, sous le nom de The Viking Experience et sous les noms  d'Erik et Ivar, disputent leur premier match aux côtés des Revival et ensemble, les quatre catcheurs battent Curt Hawkins, Zack Ryder, Aleister Black et Ricochet dans un 8-Man Tag Team match. La semaine suivante, leur équipe change finalement de nom pour The Viking Raiders. Le 7 juin à Super ShowDown, ils ne remportent pas la 50-Man Battle Royal, gagnée par Mansoor.
Le 9 septembre à Raw, ils effectuent un Face Turn, car ils viennent en aide à Cedric Alexander qui est attaqué par le trio du O.C après avoir battu AJ Styles par disqualification. Plus tard dans la soirée, le premier, Braun Strowman, Seth Rollins et eux battent The O.C et les Dirty Dawgs dans un 10-Man Tag Team match. 
Le 6 octobre à Hell in a Cell, Braun Strowman et eux battent The O.C par disqualification dans un 6-Man Tag Team match. Le 14 octobre à Raw, ils deviennent les nouveaux champions par équipes de Raw en battant les Dirty Dawgs et remportent les titres pour la première fois de leurs carrières. Le 31 octobre à Crown Jewel, ils ne remportent pas la coupe du monde par équipes de la WWE, battus par les Good Brothers dans un Nine-Team Tag Team Turmoil match. Le 24 novembre lors du pré-show aux Survivor Series, ils battent les champions par équipes de SmackDown, le New Day (Big E et Kofi Kingston), et les champions par équipes de NXT, l'Undisputed Era (Bobby Fish et Kyle O'Reilly) dans un Champions vs. Champions vs. Champions Triple Threat Tag Team match. Le 15 décembre à TLC, ils lancent un défi ouvert, accepté par les Good Brothers. Leur match face à ces derniers se termine en double décompte extérieur, mais ils conservent leurs titres.
Le 20 janvier 2020 à Raw, ils ne conservent pas leurs ceintures, battus par Seth Rollins et Murphy, ce qui met fin à un règne de 98 jours. Le 8 mars lors du pré-show à Elimination Chamber, ils battent Curt Hawkins et Zack Ryder.
Le 8 septembre, Ivar se blesse les cervicales lors du show de la veille et doit s'absenter pendant 6 mois et demi.[réf. nécessaire]
Le 9 novembre à Raw, Erik ne remporte pas le titre 24/7 de la WWE, battu par Akira Tozawa lors d'un Fatal 7-Way match. Il devient le nouveau champion 24/7 de la WWE en effectuant le tombé sur le catcheur japonais, mais le perd rapidement sur un tombé de Drew Gulak.

#### Retour d'Ivar, Draft àSmackDownet arrivée de Valhalla (2021-2023)
Le 9 avril 2021 à SmackDown special WrestleMania, Erik ne remporte pas la Andre the Giant Memorial Battle Royal, gagnée par Jey Uso. Le 12 avril à Raw, Ivar fait son retour de blessure aux côtés de son partenaire et ensemble, ils battent Cedric Alexander et Shelton Benjamin.
Le 18 juillet à Money in the Bank, ils ne remportent pas les titres par équipes de Raw, battus par AJ Styles et Omos.
Le 4 octobre à Raw, lors du Draft, ils sont annoncés être officiellement transférés à SmackDown par Sonya Deville. Le 5 novembre à SmackDown, ils font leurs débuts dans le show bleu, disputent leur premier match et ensemble, ils battent Happy Corbin et Madcap Moss. Le 21 novembre aux Survivor Series, ils ne remportent pas la Dual Brand Battle Royal, gagnée par Omos.
Le 24 juin 2022 à SmackDown, ils font leurs retours après 7 mois d'absence avec de nouveaux looks, en tant que Heel, et attaquent le New Day.
Le 11 novembre à SmackDown, Sarah Logan fait son retour dans la compagnie, 2 ans et 7 mois après son renvoi, et à leurs côtés également en tant que Heel, sous le nom de Valhalla. Le nouveau trio attaque ensuite Hit Row (Ashante Adonis, Top Dolla et B-Fab) et Legado del Fantasma (Santos Escobar, Cruz Del Toro, Joaquin Wilde et Zelina Vega).
Le 1er avril 2023 à WrestleMania 39, ils perdent face aux Street Profits dans un Men's WrestleMania Showcase Fatal 4-Way Tag Team match qui inclut également Braun Strowman, Ricochet et Alpha Acdemy (Chad Gable et Otis).

#### Retour àRawet doubles champions du monde par équipes (2023-...)
Le 1er mai à Raw Talk, lors du Draft, le trio est annoncé être officiellement transféré au show rouge.
Le 5 août à SummerSlam, ils ne remportent pas la Slim Jim SummerSlam 25-Man Battle Royal, gagnée par LA Knight.
Le 17 mai 2024, Ivar souffre d'une blessure à la colonne vertébrale, doit subir une intervention chirurgicale et s'absenter pendant 5 mois. 
Le 14 octobre à Raw, il fait son retour de blessure aux côtés de son équipier. Les deux catcheurs effectuent un Face Turn, récupèrent leur ancien nom: The War Raiders et ensemble, ils battent Alpha Academy (Akira Tozawa et Otis). Le 16 décembre à Raw, ils redeviennent champions du monde par équipes, pour la seconde fois, en battant The Judgment Day (Finn Bálor et JD McDonagh).

## Palmarès
- Brew City Wrestling
  - 1 fois BCW Tag Team Championship[61]

- New Japan Pro-Wrestling

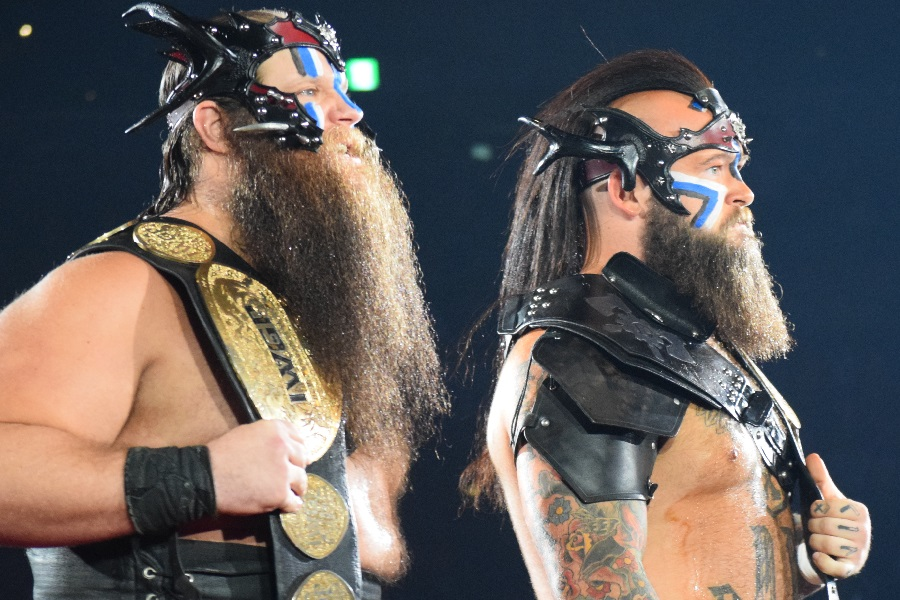
War Machine en tant que champions par équipe de l'IWGP

  - 2 fois IWGP Tag Team Championship

- Ring of Honor
  - 1 fois champion du monde par équipe de la ROH[62]

- VIP Wrestling
  - 1 fois VIP Tag Team Championship[63]

- What Culture Pro Wrestling (en)
  - 1 fois WCPW Tag Team Championship

- World Wrestling Entertainment
  - 1 fois champions par équipe de Raw
  - 1 fois champions par équipe de NXT
  - 1 fois champion 24/7 de la WWE (Erik)